# Mitică Pricop
Mitică Pricop (Constança, 25 de outubro de 1977) é um velocista romeno na modalidade de canoagem.
Foi vencedor da medalha de Ouro em C-2 1000 m e C-2 500 m em Sydney 2000 junto com o seu companheiro de equipe Florin Popescu.